# Postamt (Nordhausen)

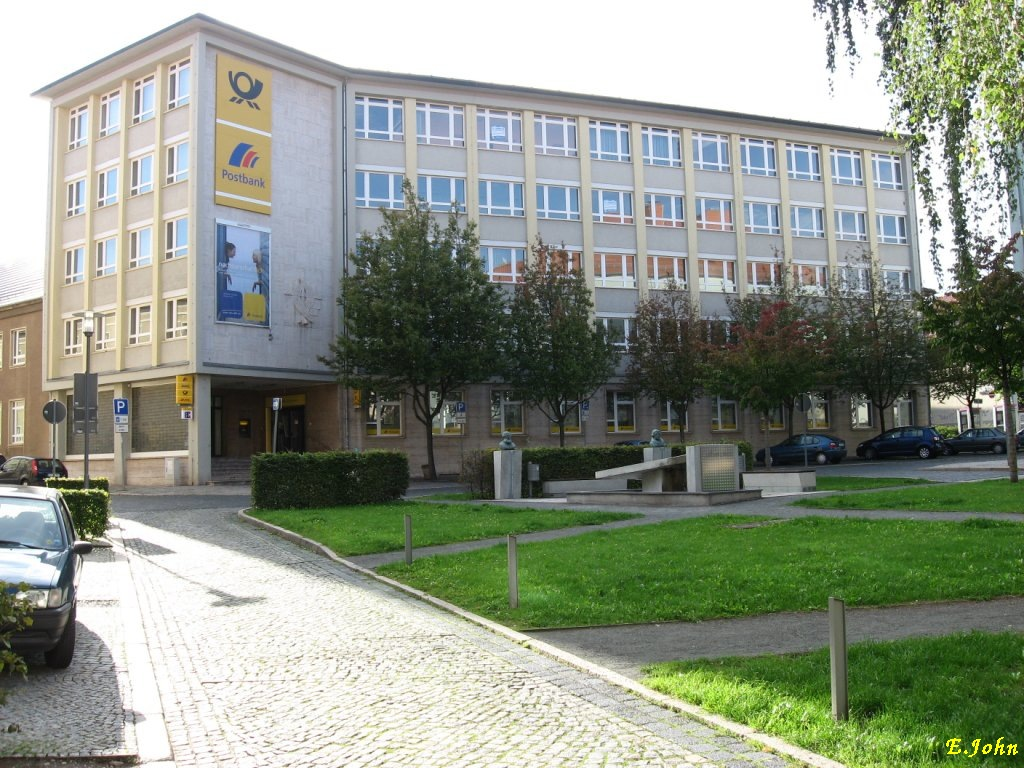
Hauptpost am Lutherplatz, 2011

Das ehemalige Post- und Telegraphenamt in Nordhausen (Landkreis Nordhausen in Thüringen) wurde 1877–1878 erbaut und steht unter Denkmalschutz. Das Baudenkmal steht auf dem Eckgrundstück Dr.-Wilhelm-Külz-Straße 7 (früher Ritterstraße) / Königshof 6/7, südwestlich der Nordhäuser Rathauses.

## Geschichte
Bereits 1873 erwarb die Reichspostverwaltung vier Grundstücke am Königshof und an der Ritterstraße.

„Die aus 4 alten Grundstücken innerhalb der Stadt Nordhausen zusammengekaufte Baustelle für das neue Posthaus hat 2 Straßenfronten, welche in einem beinahe rechten Winkel zusammenstoßen, und ist im Übrigen von Nachbar-Grundstücken eingeschlossen. An der Ecke war durch die festgesetzte Bauflucht eine Abschrägung verlangt. Die Herstellung des neuen Gebäudes soll in diesem Jahre beginnen. Der Postverkehr ist in Nordhausen, einer Stadt von 21.464 Einwohnern, so bedeutend, dass nicht weniger als 25 Beamte und 39 Unterbeamte daselbst beschäftigt werden. Es erschien am zweckmäßigsten, den Eingang für das Publicum von der abgestumpften Ecke aus anzunehmen.“

Mit der Bauausführung wurde im Frühjahr 1876 begonnen, der Grundriss wurde von August Kind (bautechnisches Mitglied der obersten Post- und Telegrafen-Verwaltung in Berlin) konzipiert, die Architektur von Leitlof in Berlin entworfen. Durch Abrissarbeiten und Überarbeitung von Einzelheiten verzögerte sich die Fertigstellung durch Baumeister Kämmerer bis 1878. Die Übergabe des Postamts erfolgte am 28. Dezember 1878 und am 30. Dezember beging man die feierliche Einweihung.
Charakteristisch an dem zweigeschossigen, winkelförmigen Bau mit zwei gleich langen Flügeln ist die gelbe Klinkerverblendung der Straßenfassaden, die mit Terrakotta-Köpfen und -Friesen ausgeschmückt sind. 1895–1896 erhielt das Postamt einen Erweiterungsbau in gleicher Gestaltung. Direkt an das bestehende Gebäude wurde ein Turmbau angeschlossen, der statt einer Haube ein Isolatorengerüst für die damals noch oberirdisch verlaufenden Telefonleitungen trug.
Während des Zweiten Weltkriegs wurde das Postamt bei den Luftangriffen auf Nordhausen nur leicht beschädigt.
Durch den Post-Neubau am Lutherplatz (1961–1963) verlor die Alte Post einige Funktionsbereiche. Am 27. September 1961 fand die Grundsteinlegung statt, im Juni 1963 zogen die letzten Dienststellen in den Neubau um. Am 24. Juni 1963 öffnete der erste Schalter im Neubau.
In den Jahren 1995–1997 eine umfangreiche Sanierung des historischen Gebäudes durch die Deutsche Telekom als Eigentümerin. Am 16. Dezember 1997 wurde die Alte Post mit einem Festakt der Öffentlichkeit übergeben.
Nach mehrjährigem Leerstand erwarb Axel Heck Immobilien das Gebäude, 2015 begann der Umbau durch das Nordhäuser Architekturbüro Tobias Winkler zur Revitalisierung des Gebäudekomplexes: „… Umnutzung des ehemaligen Postgebäudes zu einer Wohnanlage mit 18 großzügigen Mietwohnungen unterschiedlicher Größe. Wesentlicher Aspekt bei der Umnutzung und Sanierung war der Erhalt der historischen und reich verzierten Verblendmauerwerksfassaden an Straßen- und Hofseite, der historischen Treppenhäuser und Innentüren aus der Entstehungszeit. Historische Guß-Stützen im Gebäude wurden in die neuen Wohnungsgrundrissen integriert.“